# Рощик Руслан Дмитрович
Руслан Дмитрович Рощик (30 листопада 1976 Конотоп — 1 вересня 2023, Дубово-Василівка) — український військовослужбовець, сержант 56 окремої мотопіхотної бригади, механік апаратної 2 взводу зв’язку роти зв’язку командного пункту польового вузла зв’язку. Загинув в ході російського вторгнення в Україну.

## Нагороди та вшанування
- Почесний громадянин Конотопа[4].